# Chebika
Chebika (arabisch الشبيكة, DMG aš-Šabīka) ist eine tunesische Bergoase nahe der Grenze zu Algerien, 60 km nordwestlich von Tozeur.
Der Ort liegt am Übergang der Ebene zu den Bergen des Djebel En Negueb, einem südöstlichen Ausläufer des Aurès und Teil des Atlas-Gebirges. Im Norden finden sich weitere Bergoasen: Tamerza und Mides. Im Süden erstreckt sich der Salzsee Chott el Gharsa.

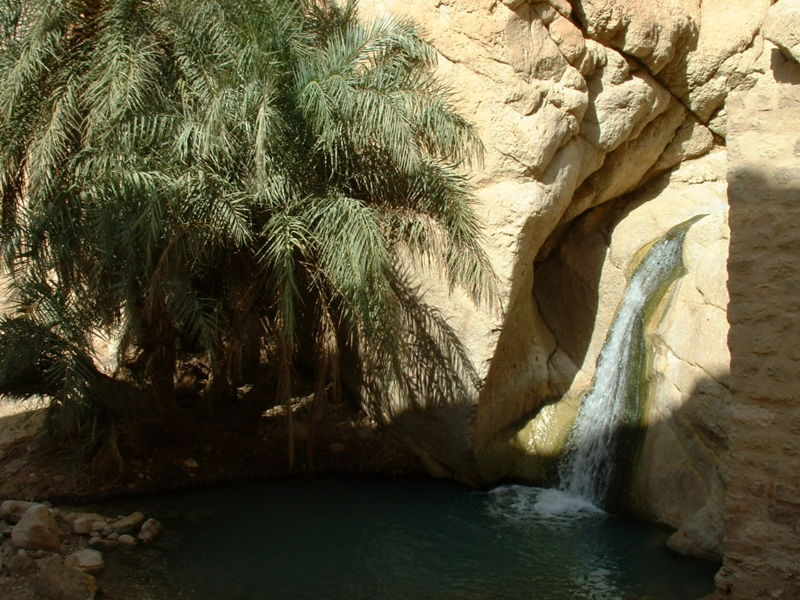
Wasserfall in Chebika

Quellen speisen einen kleinen Bach, der über kleine Wasserfälle durch schmale Schluchten fließt. Das Wasser ermöglicht den Anbau von Palmen. Das üppige Grün zwischen außergewöhnlichen Gesteinsformationen sorgt für spektakuläre Ausblicke und lockt viele Touristen an, die im Rahmen von Busfahrten durch Südtunesien hier einen Stopp einlegen.

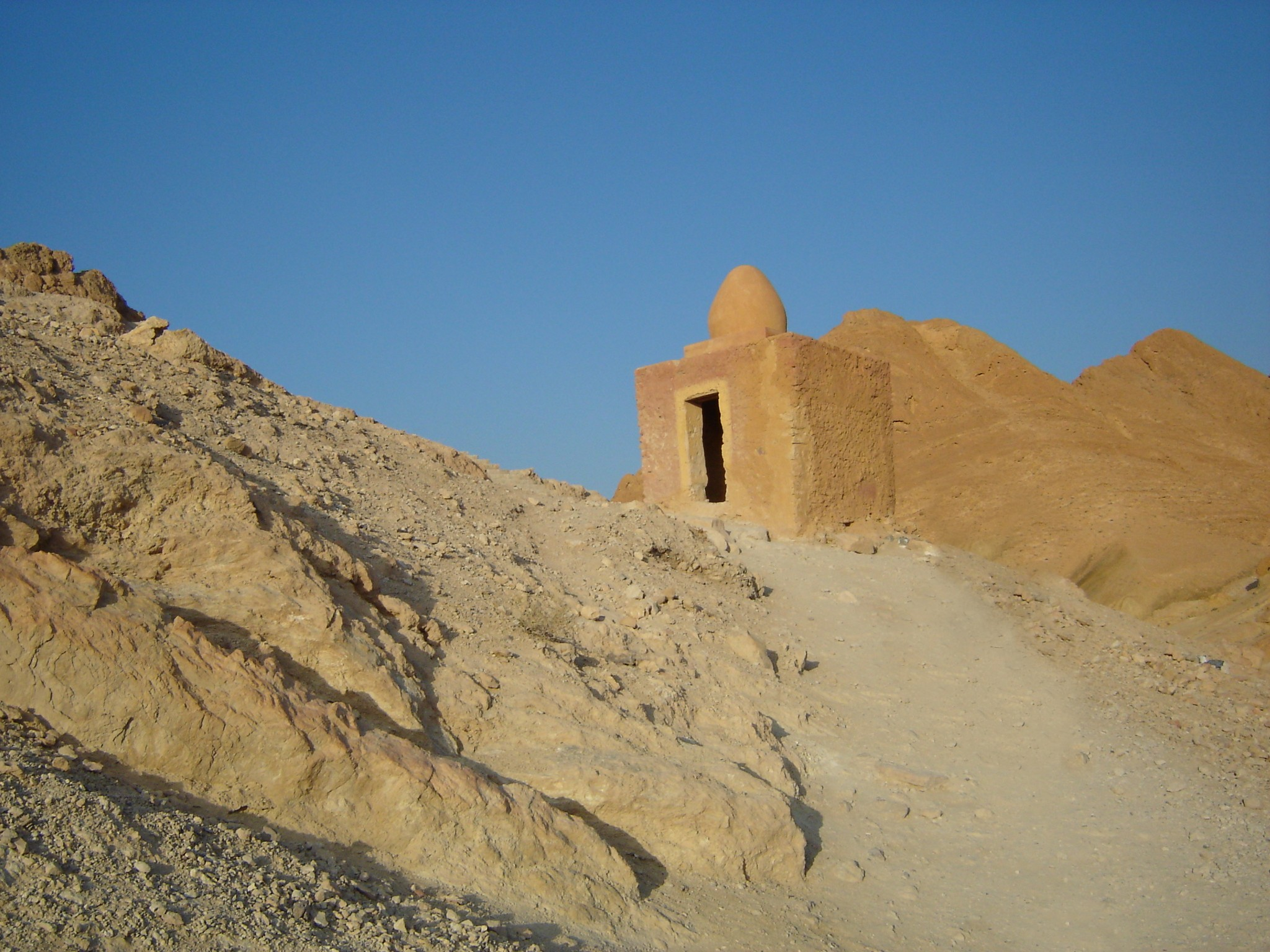
Verehrungsstätte (mašhad) eines Marabout

Der Ort war bereits im Altertum als römischer Vorposten unter dem Namen Ad Speculum bekannt. Später siedelten hier Berber und betrieben neben Oasenwirtschaft auch Trockenfeldbau. 1969 wurde das alte Dorf, das neben der Oase direkt an den Berghängen stand, durch Überschwemmungen nach starken Regenfällen zerstört. Das neue Dorf wurde entfernt von den Hängen errichtet und dürfte einige hundert Einwohner zählen.
Die Straße P16 verbindet den Ort mit den Städten im Südosten und führt nach Norden in die Berge weiter nach Tamerza.
Die Gegend bildete 1976 die Kulisse für Szenen des Films Krieg der Sterne. In der Oase wurden 1996 viele Szenen des Films Der englische Patient gedreht.
In der Nähe findet sich die Verehrungsstätte (mašhad) eines Marabout.